# Рамос, Серхио
Се́рхио Ра́мос Гарси́я (исп. Sergio Ramos García, испанское произношение: [ˈseɾxjo ˈramoz ɣaɾˈθi.a]; род. 30 марта 1986[…], Камас) — испанский футболист, защитник и капитан мексиканского клуба «Монтеррей». Бывший игрок сборной Испании. В течение 16 сезонов он играл на позиции центрального защитника в мадридском «Реале», капитаном которого он был в течение шести сезонов. Ранее в своей карьере он играл на позиции правого защитника.
Пройдя через молодёжную академию «Севильи» и проведя два сезона в старшей команде, Рамос перешёл в «Реал Мадрид» летом 2005 года. С тех пор он стал основным игроком «Реала» и выиграл 22 главных награды, включая пять титулов Ла Лиги и четыре титула Лиги чемпионов УЕФА, став одним из лучших бомбардиров Ла лиги с позиции защитника. Он сыграл решающую роль в формировании всех четырёх побед в Лиге чемпионов, каждый раз попадая в команду сезона. Он также отметился голом на 93-й минуте финала Лиги чемпионов УЕФА 2014 года.
Рамос одиннадцать раз включался в список FIFPro World11, что является рекордом для защитника и третьим рекордом за все время. Он также девять раз избирался в команду года УЕФА, что также является рекордом для защитника и третьим показателем среди всех игроков. Кроме того, Рамос рекордные пять раз признавался лучшим защитником Ла Лиги, а в 2015/16 годах — лучшей командой сезона Ла Лиги. В 2021 году он перешёл в «Пари Сен-Жермен» свободным агентом.
Рамос представлял сборную Испании на четырёх чемпионатах мира и трёх чемпионатах Европы. Он выиграл чемпионат мира по футболу 2010 года и чемпионат Европы УЕФА в 2008 и 2012 годах, был включён в «Команду мечты» чемпионата мира по футболу в 2010 году и «Команду турнира» чемпионата Европы в 2012 году. Он впервые сыграл за сборную Испании в возрасте 18 лет, а в 2013 году стал самым молодым игроком страны, набравшим 100 матчей. Рамос является лидером по количеству сыгранных матчей в истории сборной Испании (180). Ему также принадлежит рекорд по количеству побед за сборную Испании — 131 матч.

## Клубная карьера
Серхио Рамос родился в небольшом городке Камас, который является муниципалитетом и входит в провинцию Севилья. С 6 лет он начал заниматься футболом в местной команде «Камас».

### «Севилья»
В возрасте 10 лет Серхио прибыл на просмотр в «Севилью», где хорошо проявил себя. Вскоре начал выступать за юношеские команды этого клуба, где играл вместе с Хесусом Навасом и Антонио Пуэрта. В одном из своих интервью Рамос отмечал, что первым футбольным полем, на котором он играл, был пустырь с воротами из камней.
В сезоне 2002/03 провёл один матч за резервную команду «Севильи» в третьем по уровню дивизионе чемпионата Испании. В сезоне 2003/04 Рамос стал игроком основного состава дубля, приняв участие в 30 матчах и забив два мяча. В начале 2004 года главный тренер «Севильи» Хоакин Капаррос перевёл Рамоса в основной состав. 1 февраля Рамос дебютировал в Примере в матче против «Депортиво» из Ла-Коруньи (0:1). В сезоне 2004/05 Серхио провёл в Примере 31 матч и забил два мяча, также он играл в Кубке УЕФА, в частности встречался с петербургским «Зенитом». В конце сезона Серхио был признан игроком-открытием чемпионата. В качестве его сильных сторон называли скорость, физику, неуступчивость в единоборствах и игру головой.

### «Реал Мадрид»

#### 2005—2009. Рекордный трансфер и первые дни

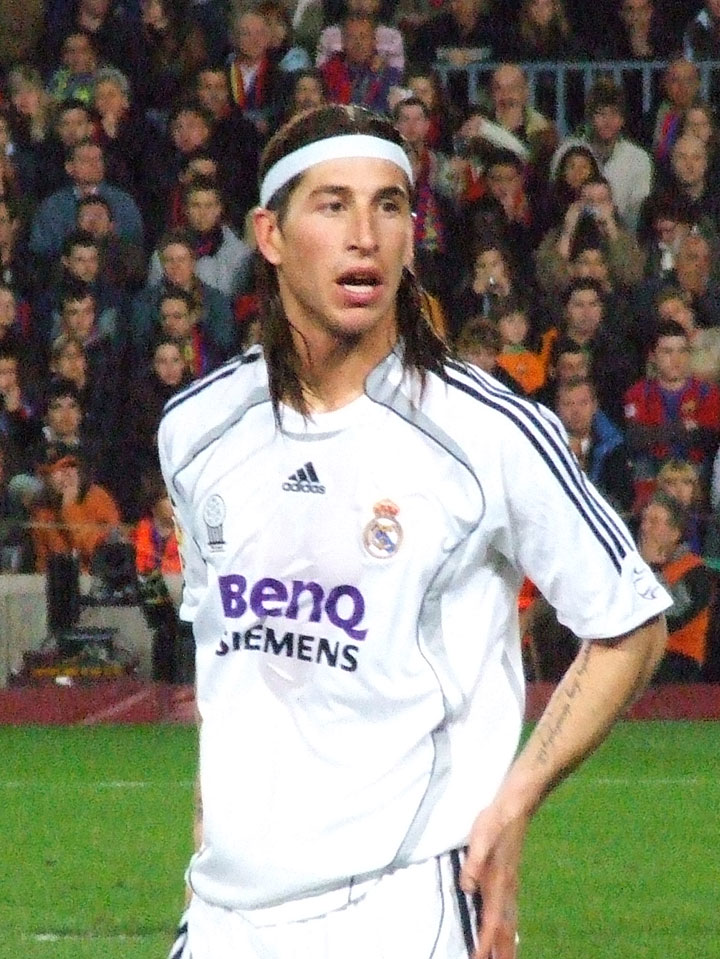
Рамос во время матча в марте 2007 года

Летом 2005 года мадридский «Реал» приобрёл Рамоса за 27 миллионов евро. «Барселона» и «Манчестер Юнайтед» также желали видеть игрока в своём составе. Сам об этом событии Серхио сказал следующее:
«Меня вызвали в сборную. У меня с собой в сумке были туалетные принадлежности и бутсы, поскольку обычно в сборной проводишь тренировку, играешь матч и возвращаешься домой. И так получилось, что в тот день я домой не поехал. Я подписал контракт в 23:30 в Лас Росас, зная, что трансферное окно закрывается в полночь. И когда я поставил свою подпись, я не мог в это поверить».
Он был единственным испанским игроком, приглашённым в команду во время первого пребывания Флорентино Переса на посту президента «Реала». В клубе Рамос получил футболку с номером 4, которую ранее носил Фернандо Йерро. 6 декабря 2005 года он забил свой первый гол за «сливочных» в матче группового этапа Лиги чемпионов против «Олимпиакоса» со счетом 2:1.
В течение первых сезонов Рамос играл на позиции центрального защитника, иногда его использовали в качестве опорного полузащитника. Однако с приходом Кристофа Метцельдера и Пепе в сезоне 2007/08 он снова был переведен на позицию правого защитника. В первые четыре сезона в «Реал Мадриде» Рамос проявил необычный для многих защитников голевой инстинкт, забив в общей сложности более 20 голов. Он также получил первые девять из 24 красных карточек за клуб, включая четыре в своём дебютном сезоне. Его первая красная карточка была получена после двух нарушений правил в гостевом матче с «Эспаньолом» (1:0) 18 сентября 2005 года.
В сезоне 2006/07 Рамос забил пять мячей, в том числе один в Эль-Класико с «Барселоной» (3:3), когда «Реал Мадрид» завоевал рекордный 30-й титул чемпиона.
4 мая 2008 года он ассистировал Гонсало Игуаину на 89-й минуте матча с «Осасуной», который завершился победой «Реала» на выезде со счетом 2:1 и стал для клуба 31-м чемпионским титулом. В последний день сезона он забил дважды в домашней победе 5:2 над уже вылетевшим «Леванте»: один раз ударом головой, а другой — собственным ударом; эти голы довели его счёт в лиге за сезон 2007/08 до пяти.
24 августа 2008 года Рамос забил гол в ответном матче Суперкубка Испании 2008 года против «Валенсии», сделав счет 2:1 в итоге 4:2 и 6:5 в сумме. Победа была одержана несмотря на то, что «Реал Мадрид» долгое время играл вдевятером после удаления Рафаэля ван дер Варта и Рууда ван Нистелроя. Хотя в начале сезона 2008/09 испанец пережил небольшой спад формы, он вернулся к своей лучшей форме и 11 января 2009 года забил акробатический гол в победном матче с «Мальоркой» (3:0). Он продолжил свою голевую серию на следующей неделе в домашнем матче с «Осасуной» (3:1).
Рамос был включён в список лучшей команды 2008 года по версии ФИФА и УЕФА, а также получил награду FIFPro «Команда года 2007/08». Он также занял 21-е место в номинации «Лучший игрок года в Европе 2008 года».

#### 2009—2015. Прорыв и основа команды

##### Сезон 2009/10
В начале сезона 2009/10 Рамос был назначен одним из четырёх капитанов «Реала». Поскольку Пепе получил серьёзную травму колена во время этой кампании, Рамос часто использовался в качестве центрального защитника. Он забил четыре гола в 33 матчах лиги; а 21 февраля 2010 года он сыграл свой 200-й официальный матч за «белых» против «Вильярреала» (150 в высшем дивизионе). Несмотря на эти яркие моменты, «Реал Мадрид» завершил кампанию без серебряных наград.

##### Сезон 2010/11

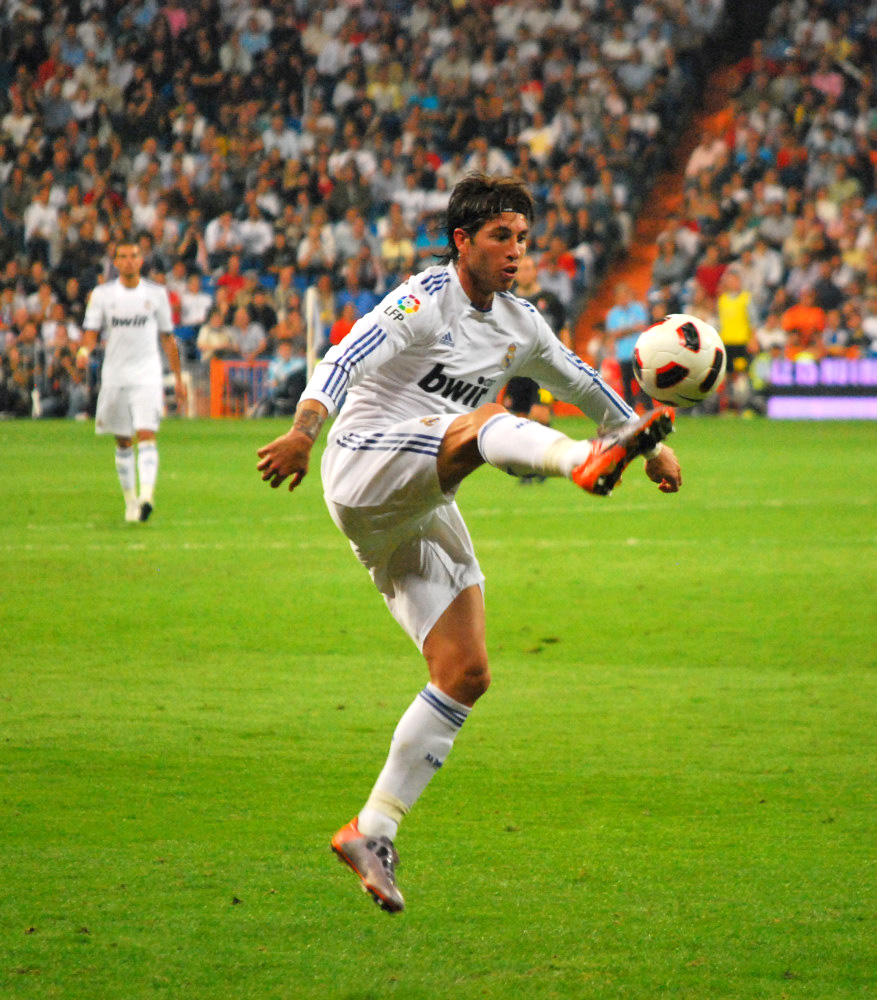
Рамос во время матча в октябре 2010 года.

В сезоне 2010/11 — после ухода из клуба Рауля и Гути — он стал вторым капитаном команды после Икера Касильяса. 29 ноября 2010 года во время поражения «Реала» от «Барселоны» со счетом 5:0 Рамос был удален после того, как ударил сзади Лионеля Месси, а затем толкнул Карлеса Пуйоля в последовавшей за этим драке. После этого удаления он сравнялся с предыдущим рекордом Фернандо Йерро — десять красных карточек в клубе, несмотря на то, что сыграл на 264 матча меньше. 19 февраля 2011 года в матче против «Леванте» он дебютировал в качестве капитана в официальном матче из-за дисквалификации Касильяса. 20 апреля 2011 года Рамос вышел на поле в финале Кубка Испании, выиграв 1:0 у «Барселоны» в Валенсии. Во время последующего победного шествия, празднуя на вершине клубного автобуса, он случайно выронил кубок, который попал под колеса транспортного средства; в результате трофей был помят.

##### Сезон 2011/12
12 июля 2011 года защитник продлил свой контракт с «Реалом» до 2017 года. 25 апреля следующего года в ответном матче полуфинала Лиги чемпионов против «Баварии» он не реализовал пенальти, так как «Реал» проиграл со счетом 3:1; лигочемпионская кампания завершилась победой «Реала», набравшего рекордные 100 очков после четырёхлетнего перерыва, а он стал игроком с наибольшим количеством отбитых мячей в своей команде, третьим в общем зачёте.

##### Сезон 2012/13
9 января 2013 года Рамос был удалён за второе нарушение правил в середине второго тайма домашней победы над «Сельтой» со счетом 4:0 в Кубке Испании 2012/13. Впоследствии он был дисквалифицирован на четыре матча, после того как выяснилось, что он также оскорбил арбитра Мигеля Анхеля Айзу Гамеса. В следующем месяце, через несколько минут после того, как он забил второй гол в домашнем матче против «Райо Вальекано», и менее чем через 20 минут после начала первого тайма, он получил две жёлтые карточки в течение одной минуты в итоге домашнего успеха 2:0, доведя своё количество красных карточек только в «Реал Мадриде» до 16; и 12 в чемпионате.
В конце февраля — начале марта 2013 года, в связи с отсутствием Икера Касильяса из-за травмы, Рамос стал капитаном «Реала», одержав две победы над «Барселоной» всего за четыре дня: во второй игре он забил гол в ворота «Барселоны» со счетом 2:1, отправив мяч в ворота после углового удара.

##### Сезон 2013/14
14 декабря 2013 года Рамос получил рекордную для клуба 18-ю красную карточку за «Реал Мадрид» в матче с «Осасуной» (2:2), но позже удаление было отменено.
23 марта 2014 года была получена его 19-я красная карточка в домашнем поражении от «Барселоны» со счетом 4:3. 26 апреля Рамос забил головой в ворота «Осасуны» в Ла Лиге на «Бернабеу» в контратаке, которую он начал сильным захватом. Это был его первый гол в чемпионате за шесть месяцев, с момента его гола в матче против «Леванте» в день 8-го тура. 29 апреля 2014 года Рамос забил два мяча головой за четыре минуты в гостевой победе 4:0 над «Баварией» в полуфинале Лиги чемпионов, завершив матч с общим счетом 5:0 и обеспечив Мадриду выход в финал впервые за двенадцать лет. Дубль Рамоса в матче с «Баварией» (4 минуты) стал на тот момент самым быстрым дублем в истории полуфиналов Лиги чемпионов. 4 мая в домашнем матче Ла Лиги с «Валенсией» (2:2) Рамос забил ещё один гол головой, забив в нескольких подряд матчах чемпионата. Всего три дня спустя Рамос забил свой первый штрафной удар в матче с «Реал Вальядолидом» (1:1), забив в трех подряд матчах Ла Лиги и впервые забив в четырёх подряд матчах за «Реал Мадрид». 24 мая в финале Лиги чемпионов против «Атлетико Мадрид» он забил гол на 93-й минуте, сравняв счет 1:1, и «Реал Мадрид» победил со счетом 4:1 в дополнительное время, завоевав «Ла Децима», свой десятый трофей в этом соревновании; он также был выбран болельщиками как «Игрок матча». Сезон 2013/14 Рамос закончил с 7 голами, что стало его самым результативным сезоном за «Реал Мадрид» на тот момент.

##### Сезон 2014/15
Рамос начал сезон 2014/15 12 августа 2014 года, отыграв все 90 минут в матче с «Севильей» (2:0), в котором «Севилья» завоевала свой первый трофей в сезоне — Суперкубок УЕФА. Затем он сыграл в финале Суперкубка Испании против мадридского «Атлетико», где «бланкос» проиграли по сумме двух матчей со счетом 2:1. Рамос забил свой первый гол в сезоне 31 августа на второй неделе Ла Лиги, забив головой в гостевом матче против «Реал Сосьедада» со счетом 4:2. Рамос забил свой 50-й гол за «Реал Мадрид», который он забил с колена 8 ноября против «Райо Вальекано» на «Бернабеу» в Ла Лиге, когда «Реал Мадрид» выиграл со счетом 5:1.
Он забил в полуфинале и финале Клубного чемпионата мира по футболу 2014 года и был признан игроком матча в обоих матчах, так как «Реал Мадрид» выиграл турнир в Марокко. Рамос также был признан игроком турнира и получил «Золотой мяч».

#### 2015—2021. Капитанство и стабильный успех

##### Сезон 2015/16

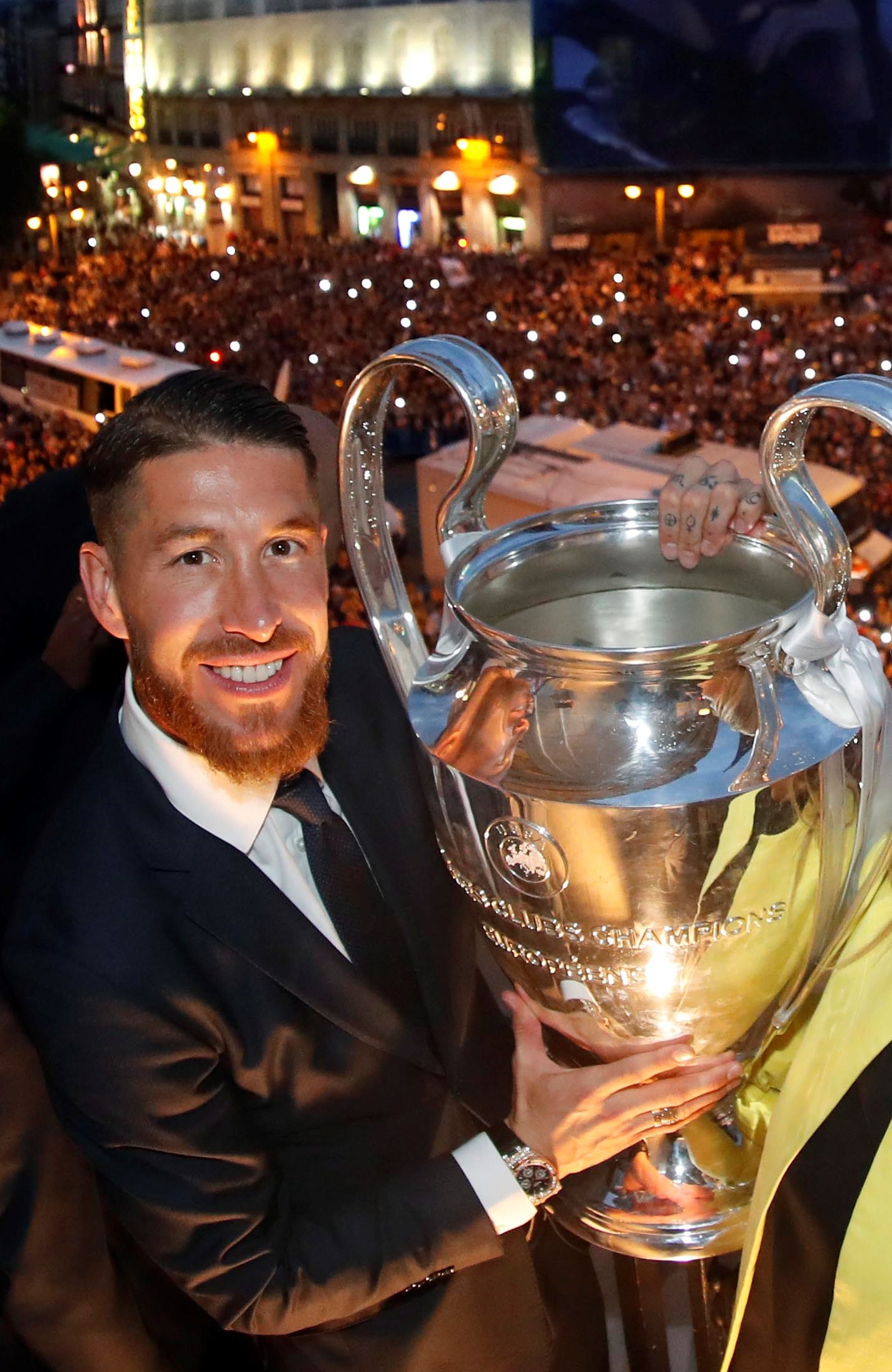
Рамос с Кубком европейских чемпионов после сезона 2015/16

В августе 2015 года Рамос подписал новый пятилетний контракт с «Реал Мадридом», который связывает его с клубом до 2020 года. Он также стал капитаном после перехода Касильяса в «Порту». 8 ноября Серхио забил свой первый гол в сезоне на выезде в ворота «Севильи», это был удар сверху, из-за которого он был вынужден уйти на замену, приземлившись на травмированное левое плечо.
20 декабря 2015 года Рамос под руководством капитана «Мадрида» одержал победу над «Райо Вальекано» со счетом 10:2, что стало самой крупной победой клуба в Ла Лиге за последние 55 лет. 13 марта следующего года он получил свою 20-ю красную карточку за «Реал Мадрид» в победе над «Лас-Пальмасом» со счетом 2:1, ранее забив гол в начале матча ударом головой с углового удара Иско. 2 апреля 2016 года он вернулся после дисквалификации в матче с «Барселоной» (2:1) на «Камп Ноу», где он снова был удален, получив свою 21-ю красную карточку и четвертую в Класико.
В 2016 году «Реал Мадрид» вышел в финал Лиги чемпионов, где встретился с мадридским «Атлетико». Рамос снова забил в финале, выведя «Реал» вперед в первом тайме. На тот момент он был всего лишь пятым игроком, забившим в двух разных финалах Лиги чемпионов после Рауля, Самуэля Это’о, Лионеля Месси и Криштиану Роналду. После того как «Атлетико» сравнял счет во втором тайме, он забил пенальти в серии пенальти, в результате которой «Реал Мадрид» выиграл со счетом 5:3; таким образом, он поднял свой первый трофей Лиги чемпионов в качестве капитана. По словам журналиста Майкла Кокса, он также заметно изменил баланс игры в пользу «Реал Мадрида», поставив подножку Яннику Карраско и остановив контратаку три на три в оставшееся 30 секунд до конца матча время при счете 1:1. После игры УЕФА назвал его лучшим игроком матча. Выиграв финал, «Реал Мадрид» получил право сыграть с победителем Лиги Европы УЕФА 2015/16 годов «Севильей» в Суперкубке УЕФА 2016 года. Рамос закончил сезон 2015/16 годов с тремя голами в 33 матчах, что стало его самым низким показателем и самым малым количеством матчей, проведенных им в «Реале» до этого момента из-за продолжающихся травм.

##### Сезон 2016/17
Рамос начал игру в Суперкубке УЕФА 2016 года в Тронхейме, забив на 93-й минуте второй гол «Реала», сравнявший счет в матче, и, таким образом, переведя игру в дополнительное время. В итоге «Реал» победил со счетом 3:2, а Рамос был признан лучшим игроком матча. 3 декабря 2016 года он забил свой четвёртый гол в Класико, сравняв счет в матче с «Барселоной» при ничьей 1:1 на «Камп Ноу» на 90-й минуте, продлив беспроигрышную серию «Мадрида» до 33 матчей. Через неделю он забил ещё один поздний гол, на этот раз на 92-й минуте, благодаря чему «Мадрид» одержал победу со счетом 3:2 над «Депортиво Ла-Корунья» .

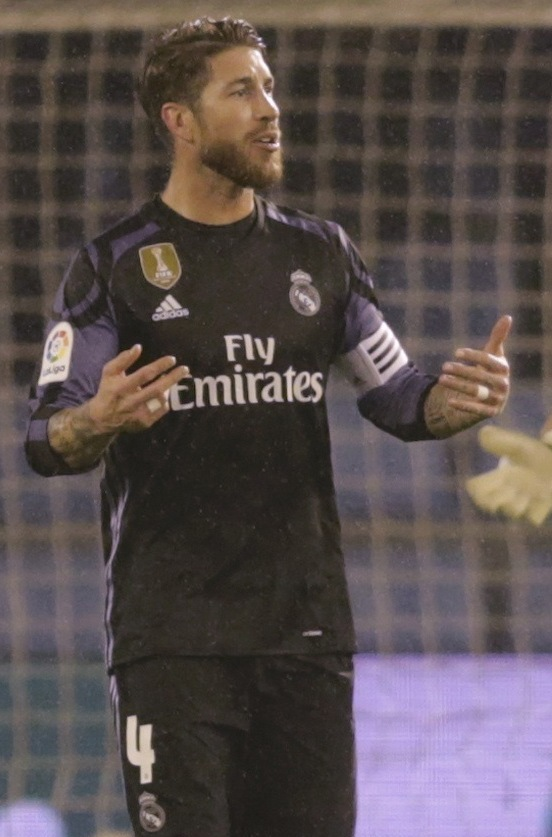
Рамос в матче Кубка Испании против «Сельты», январь 2017 года

15 января 2017 года Рамос забил собственный гол в конце матча против «Севильи», который сравнял счет 1:1, и в итоге «Реал Мадрид» проиграл матч 2:1 в компенсированное время, тем самым прервав свою беспроигрышную серию из 40 матчей. Неделю спустя он забил оба гола в победе 2:1 над «Малагой», записав на свой счет 50-й гол в Ла Лиге. 11 февраля в победе 3:1 над «Осасуной» Рамос провёл свой 500-й матч в составе клуба. Во втором туре Лиги чемпионов Рамос забил важный гол в ворота «Наполи», сравняв счет в гостевом матче 3:1, и «Реал Мадрид» вышел в четвертьфинал, выиграв по сумме двух матчей 6:2. 12 марта Рамос забил ещё один поздний гол за «Реал Мадрид», на этот раз против «Реал Бетис» на «Сантьяго Бернабеу» со счетом 2:1, доведя свой голевой счет до 10 в сезоне, впервые в своей карьере забив двузначное число голов за сезон. Благодаря голу Рамоса «Реал Мадрид» вернулся на вершину турнирной таблицы чемпионата. 23 апреля испанец был удалён в 22-й раз в своей карьере и в пятый раз в Эль-Класико, получив прямую красную карточку за удар Лионеля Месси двумя ногами во время контратаки «Барселоны» в домашнем поражении 3:2. «Реал Мадрид» выиграл свой 33-й титул чемпиона Ла Лиги, что стало для защитника четвёртым титулом чемпиона и первым в качестве капитана. В финале Лиги чемпионов УЕФА 2017 года команда впервые с сезона 1957/58 годов выиграла дубль Лиги и Кубка европейских чемпионов, победив «Ювентус». Это также сделало Рамоса первым игроком, который стал капитаном команды, выигравшей два раза подряд еврокубки в эпоху Лиги чемпионов УЕФА. Его десять голов в 2016/17 годах стали его самым результативным сезоном.

##### Сезон 2017/18
20 августа 2017 года в первой игре «Реала» в Ла Лиге 2017/18 он получил 23-ю красную карточку в своей карьере. Это была его 18-я красная карточка в Ла Лиге, что является совместным рекордом. В дальнейшем он побил этот рекорд, получив свою 19-ю красную в Ла Лиге в ничьей 0:0 с «Атлетик Бильбао». Рамос забил свой первый гол в сезоне 13 сентября в Лиге чемпионов, забив с пенальти в матче 1-го игрового дня против АПОЭЛа. В Ла Лиге Рамос забил четыре гола, включая два пенальти — против «Леганеса» и «Севильи». В Лиге чемпионов УЕФА 2017/18 годов он провёл одиннадцать матчей и забил один гол, когда «Мадрид» выиграл свой третий подряд и 13-й общий титул Лиги чемпионов. Выступление Рамоса в финале, однако, было встречено критикой; столкновение с Мохамедом Салахом привёло к тому, что египтянин вывихнул плечо и пропустил остаток игры, и он ударил локтем в голову кипера «Ливерпуля» Лориса Кариуса, у вратаря позже было диагностировано сотрясение мозга. Испанец позже отрицал, что он намеренно ударил Кариуса, заявив, что Вирджил ван Дейк толкнул его на Кариуса. Рамос стал первым игроком, который стал капитаном команды, трижды подряд побеждавшей в Лиге чемпионов, и теперь он побеждал в Лиге чемпионов в каждом сезоне в качестве капитана.

##### Сезон 2018/19
Рамос начал сезон 2018/19, забив пенальти в матче за Суперкубок УЕФА 2018 года против мадридского «Атлетико» (4:2). Пробив пенальти, Рамос стал новым пенальтистом команды после ухода Криштиану Роналду. 26 августа 2018 года Рамос забил ещё один пенальти в гостевой победе «Реала» над «Жироной» со счетом 4:1, став единственным игроком, наряду с Лионелем Месси, забивавшим в каждом из последних 15 сезонов Ла Лиги. Неделю спустя Рамос забил свой третий пенальти в сезоне в матче против «Леганеса» со счетом 4:1 на «Сантьяго Бернабеу» — свой первый гол дома с марта 2017 года.
20 октября 2018 года Рамос провёл свой 400-й матч в Ла Лиге за «Реал Мадрид», проиграв дома «Леванте» со счетом 2:1, став лишь десятым игроком «Реала», достигшим этого рубежа. После серии неудачных результатов и увольнения Хулена Лопетеги, Рамос забил свой первый гол за «Реал Мадрид» за два месяца с помощью «паненки» в матче против «Реал Вальядолид» в первой игре Сантьяго Солари за «сливочных» в Ла Лиге 2018/19. Две недели спустя, 11 ноября, Рамос забил ещё одну паненку против «Сельты», став 25-й командой, против которой он забил в чемпионтате. Это была третья «паненка» Рамоса из его последних четырёх пенальти, а изобретатель пенальти Антонин Паненка сказал, что Рамос является лучшим «подражателем» его техники исполнения пенальти. Забив пять голов за первые три месяца сезона, Рамос начал свой лучший сезон в «Реал Мадриде». На Клубном чемпионате мира по футболу 2018 года защитник сыграл в полуфинале против «Касима Антлерс» и в финале против «Аль-Айн». Испанец забил головой в финале, когда «Реал Мадрид» выиграл со счетом 3:1 и завоевал свой третий подряд Клубный чемпионат мира ФИФА. Рамос стал первым игроком, который выиграл три Клубных чемпионата мира ФИФА подряд, а также первым защитником, забившим в двух финалах Клубного чемпионата мира.
9 января 2019 года Рамос забил пенальти в матче Кубка Испании против «Леганеса», который стал его 100-м голом в карьере, не считая 2 голов за резервную команду «Севильи». В честь гола Рамос решил показать пальцами цифру 100. 24 января Рамос забил дубль в ворота «Жироны» в первом матче четвертьфинала Кубка Испании в домашней победе 4:2. Это был четвёртый дубль Рамоса за «Реал Мадрид» и первый в кубке. Три дня спустя Рамос забил свой 10-й гол в кампании ударом головой в ворота «Эспаньола» в гостевом матче 4:2, который также стал его 60-м голом в Ла Лиге. С десятью голами Рамос сравнялся со своим самым результативным сезоном в «Реал Мадриде», который он провёл в 2016/17 годах.
6 февраля 2019 года Серхио Рамос в 40-й раз сыграл в Класико. Три дня спустя, в мадридском дерби против «Атлетико», Рамос забил свой восьмой пенальти в сезоне и 11-й гол во всех соревнованиях, что стало его лучшим голевым сезоном в «Реале». Четыре дня спустя, в гостевой победе над «Аяксом» (2:1) в первом матче 1/8 финала Лиги чемпионов, Рамос стал седьмым игроком, сыгравшим 600 матчей за «Реал». В матче против «Аякса» Рамос был удален за, казалось бы, ненужный вызов на 90-й минуте. Это удаление означало, что Рамос пропустит второй матч против «Аякса» на «Сантьяго Бернабеу» из-за дисквалификации за накопление жёлтых карточек. Это вызвало споры после того, как Рамос в послематчевом интервью намекнул журналистам, что жёлтая карточка была умышленной, что нарушает правила УЕФА. Спустя две с половиной недели УЕФА начал дисциплинарное расследование по этому поводу и решил наложить на Рамоса дисквалификацию на две игры, что означает, что он пропустит и второй матч Лиги чемпионов против «Аякса», и первый матч четвертьфинала, если «Реал Мадрид» пройдет квалификацию. Из-за того, что «Реал Мадрид» был выбит «Аяксом» (1:4), дисквалификация перешла на следующий сезон, и Рамос пропустил первый матч Лиги чемпионов сезона 2019/20 против «Пари Сен-Жермен».
17 февраля Рамос сыграл свой 601-й матч за «Реал Мадрид» против «Жироны» в чемпионате, сравнявшись с рекордом легенд «Реала» Фернандо Йерро и Франсиско Хенто. Десять дней спустя Рамос сыграл в своём 41-м Эль-Класико, в полуфинальном матче второго тура Копа дель Рей у себя дома. Это был 602-й матч Рамоса за «Реал Мадрид», и он занял пятое место в списке всех выступлений за «Реал Мадрид». 2 марта Рамос сыграл в Эль-Класико Ла Лиги на «Бернабеу», сравнявшись с рекордом Хенто, Мануэля Санчиса и Хави, сыграв в 42 Класико. 5 марта «Реал Мадрид» был выбит из Лиги чемпионов «Аяксом» после поражения 4:1 на «Сантьяго Бернабеу» (общее количество 5:3 в пользу «Аякса»). Рамос не играл, поскольку был отстранён от игры после жёлтой карточки в первом матче, за что подвергся критике. Более того, испанец подвёргся ещё большей критике, когда был пойман со съемочной группой на трибунах, снимая свой новый документальный фильм для Amazon Prime. Рамос обратился к своим аккаунтам в Twitter и Instagram, чтобы обсудить споры вокруг его действий, в которых он признал, что жёлтая карточка против «Аякса» в первом матче «была ошибкой, и я беру вину на себя на 200 %». Что касается съёмок документального фильма, Серхио заявил, что перед этим были взяты «определенные обязательства» и он не предполагал, что игра сложится так, как сложилась. В начале апреля Рамос получил травму икры, из-за которой пропустил остаток кампании и последние восемь матчей Ла Лиги.

##### Сезон 2019/20

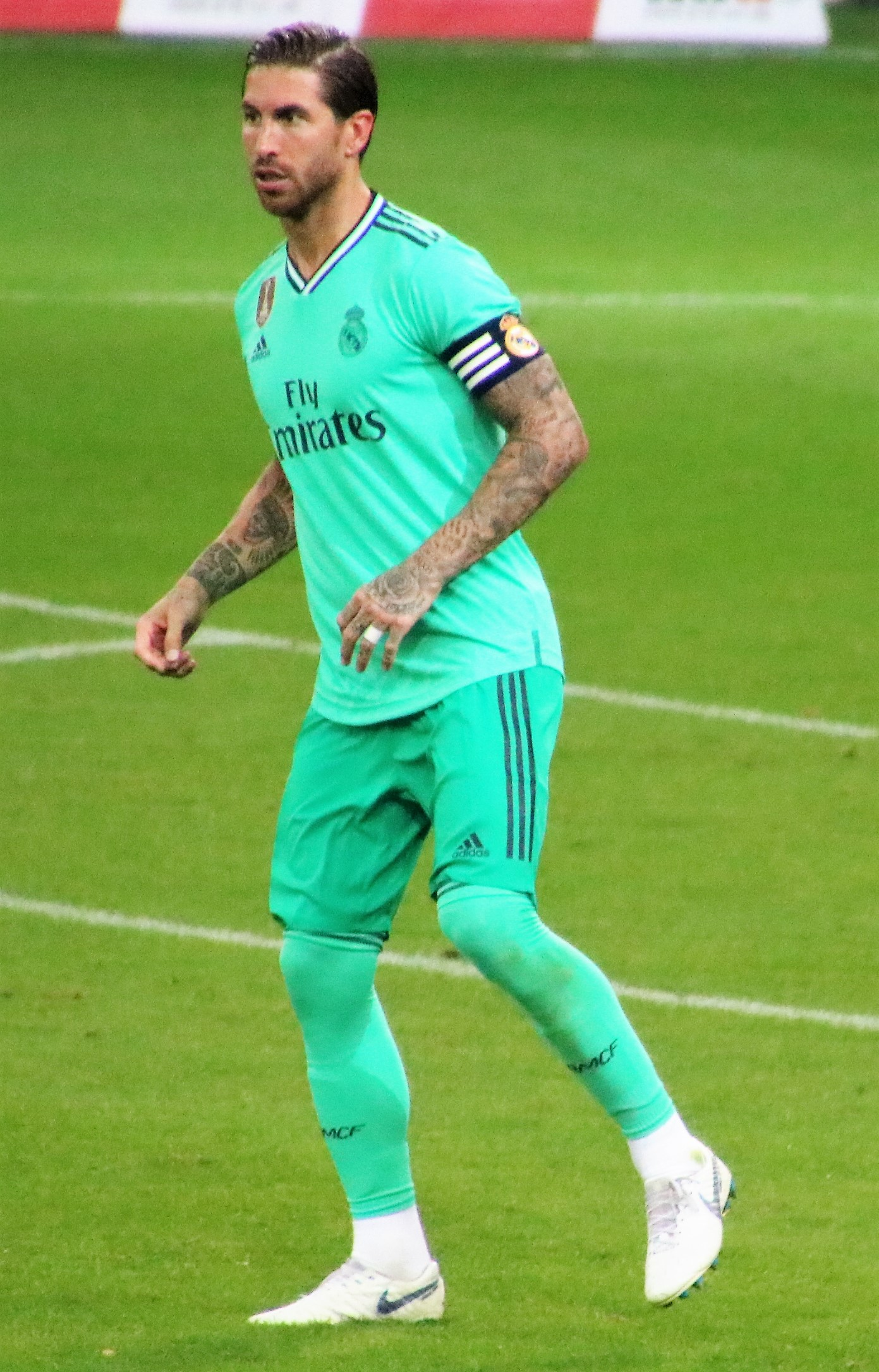
Рамос в товарищеском матче против «Ред Булл Зальцбург», 2019 год

Первый гол Рамоса в сезоне был забит головой в его первом матче Лиги чемпионов 1 октября в домашнем матче против клуба «Брюгге». Этот гол пришёлся как нельзя кстати: к перерыву «Реал Мадрид» проигрывал 2:0, но смог отыграться после очередного удара головой Каземиро. Это также был первый гол Серхио в Лиге чемпионов за два сезона. 30 октября Рамос забил с пенальти в домашней победе над «Леганесом» со счетом 5:0, продолжив свою серию голов в 16 сезонах Ла Лиги подряд, снова сравнявшись с Месси. Через неделю, 6 ноября, испанец забил свой первый пенальти в Лиге чемпионов, в домашней победе над «Галатасараем» со счетом 6:0. Это был ещё один пенальти в стиле «паненки», и, кроме того, Рамос впервые забил в двух групповых матчах Лиги чемпионов в одном сезоне. 18 декабря Рамос сыграл в своем 43-м Эль-Класико, став рекордсменом по количеству забитых мячей в этом историческом матче.
12 января 2020 года Рамос забил победный пенальти в серии пенальти в финале Суперкубке Испании против «Атлетико Мадрид» в Джидде, когда «Реал Мадрид» выиграл 4:1 по пенальти после ничьей 0:0 после дополнительного времени. Это был первый случай в карьере Рамоса, когда он забил победный пенальти в серии . Титул Суперкопы 2020 года стал 21-м трофеем Рамоса в составе «Реала». Месяц спустя Рамос забил ещё один гол в Ла Лиге, на этот раз в гостях у «Осасуны», когда «Реал» выиграл со счетом 4:1 и сохранил первое место в таблице. Гол Серхио на «Эль-Садар» означал, что он забил на 20 различных стадионах Ла Лиги. Это был первый гол в чемпионате в 2020 году, что означает, что он стал единственным игроком, забивавшим в Ла Лиге в каждом из последних 17 календарных лет — начиная с 2004 года.
26 февраля 2020 года Рамос побил рекорд по количеству красных карточек, полученных в Лиге чемпионов УЕФА. С четырьмя красными карточками он делит нежелательный рекорд со Златаном Ибрагимовичем и Эдгаром Давидсом. Это удаление произошло во время домашнего поражения от «Манчестер Сити» со счетом 2:1 в первом матче 1/8 финала, за тактический фол на нападающем «Сити» Габриэле Жезусе. Четыре дня спустя защитник сыграл в домашней победе «Реала» над «Барселоной» со счетом 2:0 в Ла Лиге, благодаря чему «сливочные» вышли на первое место. Это было 21-е подряд Класико Рамоса во всех соревнованиях и 30-е в Ла Лиге в составе «Реала».
Когда Ла Лига возобновилась после трехмесячного перерыва, вызванного пандемией COVID-19, Рамос забил в первом матче «Реала» против «Эйбара» 14 июня на стадионе «Альфредо ди Стефано» со счетом 3:1. Он также забил первый гол на этом стадионе в первом матче в мае 2006 года. Гол Рамоса начался с того, что он отвоевал мяч у атаки «Эйбара» в нескольких метрах за пределами собственной штрафной площади «Мадрида» и пробежал 70 метров по полю, чтобы найти пас от Эдена Азара и забить свой первый гол в чемпионате с открытой игры более чем за пять лет. 21 июня Рамос забил пенальти за «Реал Мадрид» в победе 2:1 над «Реал Сосьедадом» на «Аноэте», который стал 20-м подряд пенальти, реализованным им за клуб и страну (включая пенальти). Три дня спустя Рамос забил штрафной удар в победе 2:0 над «Мальоркой» на стадионе «Альфредо ди Стефано» и стал самым забивным защитником Ла Лиги с 68 голами, превзойдя 67 гол Рональда Кумана в составе «Барселоны». Свободный удар Рамоса также стал его восьмым голом в чемпионате в этом сезоне, что сделало эту кампанию самой плодотворной в лиге на сегодняшний день и десятой во всех соревнованиях, что позволило ему третий раз в сезоне достичь двойного показателя. 28 июня испанец принял участие в выездной победе над «Эспаньолом» со счетом 1:0, передав мяч прямо за пределами штрафной площади «Эспаньола» Кариму Бензема, который в итоге помог Каземиро забить победный мяч перед самым перерывом. Это был 645-й матч Рамоса за «Мадрид», в результате чего он поднялся на четвёртое место в списке самых результативных игроков клуба за всю историю клуба вместе с Сантильяной. 2 июля Серхио забил свой пятнадцатый подряд пенальти за «Реал Мадрид» на 79-й минуте, который оказался победным в домашней победе над «Хетафе» со счетом 1:0, открыв преимущество в четыре очка на вершине Ла Лиги. Это был девятый гол Рамоса в лиге в этом сезоне — он сравнялся с рекордом, установленным аргентинским защитником Эсекьелем Гараем в 2006/07 годах, когда он играл за «Расинг», для защитника с наибольшим количеством голов в одном сезоне Ла Лиги. Пенальти в ворота «Хетафе» означал, что Рамос превзошел свой лучший сезон по забитым голам (11 голов), который был установлен в прошлом сезоне. Теперь Рамос забивал в четырёх из шести матчей «Мадрида» с момента возобновления сезона, больше, чем любой другой игрок. Кроме того, этот гол стал его 100-м голом за клуб в карьере и 70-м в чемпионате. Победа над «Хетафе» стала 450-м выходом испанца в Ла Лиге в составе «Реала», он стал лишь пятым игроком, достигшим этого рубежа. Три дня спустя он забил ещё один пенальти — 22-й подряд и десятый в сезоне в Ла Лиге — в гостевой победе над «Атлетик Бильбао» со счетом 1:0. Он также стал первым центральным защитником, забившим 10 голов в сезоне Ла Лиги со времен Фернандо Йерро в сезоне 1993/94 годом. 19 июля Рамос забил свой одиннадцатый гол в Ла Лиге в последнем матче «Реала» в сезоне Ла Лиги против «Леганеса», завершившемся вничью 2:2, и стал его самым результативным сезоном в «белых» с 13 голами во всех соревнованиях. В конце сезона Серхио выиграл свой пятый титул чемпиона в составе «сливочных» и 34-й титул «Реала» в целом.

##### Последний сезон в «Реал Мадрид»
27 сентября 2020 года Рамос открыл свой голевой счет в сезоне, забив победный гол в ворота «Реал Бетис» с пенальти на «Бенито Вильямарин» в победе 3:2 в чемпионате. Через месяц, 24 октября, в Эль-Класико, Рамос заработал и реализовал пенальти на «Камп Ноу», выиграв чемпионат со счетом 3:1. Это был его 25-й подряд гол с пенальти за клуб и страну (включая серии пенальти). Пятый гол Рамоса в Эль-Класико сравнялся с рекордом Рональда Кумана (который был в другом блиндаже в качестве менеджера) как защитника с наибольшим количеством голов в этом историческом матче. Это было также 31-е подряд Класико в Ла Лиге, то есть он не пропустил ни одного с момента перехода в «Реал» в 2005 году, сравнявшись с Раулем и Пако Хенто как игроками, сыгравшими в наибольшем количестве Класико в Лиге. Три дня спустя Рамос сыграл свой первый матч Лиги чемпионов в сезоне против мёнхенгладбахской «Боруссии», ассистировав Каземиро на 93-й минуте при равном счете 2:2. Это был 16-й матч Рамоса в Лиге чемпионов в составе «Реала», что стало рекордом легенды клуба, бывшего капитана и партнера по команде Икера Касильяса. 31 октября Рамос стал 10-м игроком, сыгравшим 500 матчей в Ла Лиге (461 за «Реал Мадрид» и 39 за «Севилью»), когда «Мадрид» победил «Уэску» со счетом 4:1 на стадионе «Альфредо Ди Стефано». 3 ноября Рамос забил свой 100-й гол за «Реал Мадрид» во всех соревнованиях, победив миланский «Интер» в Лиге чемпионов со счетом 3:2 .
14 января Рамос сделал четыре обезболивающих укола в левое колено, чтобы сыграть против «Атлетик Бильбао» в полуфинале Суперкубка Испании, который «Реал Мадрид» проиграл со счетом 2:1. Это был последний матч Рамоса перед тем, как он впервые в своей карьере решился на операцию в середине сезона по поводу разрыва мениска в левом колене. Ожидалось, что он выбыл на два месяца и вернется в начале апреля, но после быстрого восстановления Рамос начал игру против «Эльче» 13 марта — чуть больше месяца спустя после того, как он лег под нож. Победа «Реала» над «Эльче» со счетом 2:1 стала 334-й победой Рамоса в Ла Лиге (315 в составе «Реала» и 19 в составе «Севильи»), сравнявшись с рекордом Икера Касильяса как игрока, одержавшего второе место по количеству побед в испанской высшей лиге — только после Месси. Четыре дня спустя Рамос впервые за три года сыграл во втором матче раунда 1/8 финала Лиги чемпионов, когда «Реал Мадрид» победил «Аталанту» со счетом 3:1 на стадионе «Альфредо ди Стефано» (5:3 по сумме двух матчей) и вышел в четвертьфинал впервые с момента своей последней победной кампании в Лиге чемпионов в 2018 году. Рамос забил свой 19-й подряд пенальти за «Мадрид» на 60-й минуте, который поставил точку в матче, после чего вышел на замену. Это был 15-й гол Рамоса в Лиге чемпионов, сравнявшись с бывшими партнерами по команде Жераром Пике и Иваном Эльгерой как вторые по количеству забитых мячей защитники в истории соревнований — их опережает только бывший партнер по команде Роберто Карлос.
«Пришло время попрощаться с «Реалом», это один из самых тяжёлых моментов в моей жизни. Огромное спасибо всем, я говорю «до свидания», потому что когда-нибудь обязательно сюда вернусь».
Из-за травмы Рамос пропустил своё первое Эль-Класико с момента перехода в «Реал», положив конец серии из 31 матча подряд в Лиге Класико. Позже он пропустил второй матч четвертьфинала Лиги чемпионов против «Ливерпуля», так как у него был обнаружен COVID-19, хотя он также был травмирован. 5 мая, во втором матче полуфинала Лиги чемпионов против «Челси», его команда проиграла 2:0 и выбыла из соревнования; однако затем он получил травму левого подколенного сухожилия, из-за которой ему пришлось пропустить остаток сезона; это означало, что он провёл свой последний матч за «Реал Мадрид». В 2020-21 годах Рамос сыграл всего 21 матч за «сливочных», что стало самым травмоопасным для него сезоном, после того как в каждой из 15 предыдущих кампаний в клубе он провёл не менее 33 матчей.
16 июня «Реал Мадрид» объявил, что Рамос покидает клуб после 16 лет выступлений за него. Во время прощального мероприятия на следующий день испанец, который изначально просил о двухлетнем контракте, упомянул, что согласился на продление контракта на один год с понижением зарплаты; однако срок действия предложения истёк без его ведома.

### «Пари Сен-Жермен»
8 июля 2021 года «Пари Сен-Жермен» объявил о переходе Рамоса в статусе свободного агента, контракт был подписан до 30 июня 2023 года. Рамос решил носить футболку с номером 4, а Тило Керер перешёл на футболку с номером 24. Рамос сказал: «Я довольно суеверен в этом вопросе, и мне нравится номер 4, потому что я ношу этот номер с самого начала своей карьеры, и он сопровождает меня на протяжении всей моей карьеры и жизни, принося удачу и множество побед». Во время медицинского обследования, необходимого для подписания контракта, медицинский персонал «ПСЖ» был впечатлён его серьёзностью и телосложением, а результаты медицинского обследования были отмечены как отличные и невероятные. Во время медицинского обследования, которое длилось 5 часов, медицинский персонал отметил, что тогдашний 35-летний игрок имел телосложение 25-летнего. 1 ноября 2021 года появилась информация, что ПСЖ планирует разорвать контракт с защитником, так как Рамос не смог восстановиться от различных травм, свой последний матч Рамос провёл ещё в мае.
28 ноября 2021 года Рамос дебютировал за ПСЖ в матче 15-го тура чемпионата Франции против «Сент-Этьена» (3:1) проведя на поле весь матч. 22 декабря 2021 года, в своём втором матче в чемпионате, в 19-м туре против «Лорьяна» (1:1) в течение пяти минут получил две жёлтые карточки и был удалён с поля.
2 июня 2023 года «Пари Сен-Жермен» объявил об уходе Рамоса после двухгодичного пребывания в клубе.

### Возвращение в «Севилью»
4 сентября 2023 года вернулся в «Севилью» в статусе свободного агента, воспитанником которой он является, заключив контракт до лета 2024 года.
29 сентября дебютировал за клуб в матче против «Барселоны». Дебют вышел неудачным — защитник отличился автоголом, из-за которого встреча завершилась победой соперников.
17 июня 2024 года «Севилья» объявила об уходе Рамоса из клуба. Всего в сезоне 2023/24 защитник провёл за андалусийцев 37 матчей во всех турнирах, в которых отметился семью голами и одной результативной передачей.

### «Монтеррей»
Рамос после ухода из «Севильи» был свободным агентом больше полугода. Сообщалось, что Серхио вёл переговоры с американским «Сан-Диего» и аргентинским «Бока Хуниорс», но они заканчивались без успеха. Также была информация, что Рамос может вернуться в мадридский «Реал» из-за травм Эдера Милитана и Давида Алабы, но президент мадридского «Реала» Флорентино Перес и исполнительный директор Хосе Анхель Санчес отказались от возвращения Рамоса, посчитав его «нецелесообразным».
7 февраля 2025 года Серхио Рамос подписал контракт с мексиканским клубом «Монтеррей». Контракт был подписан на один год. Серхио в новом клубе стал получать четыре миллиона евро в год. Рамос взял 93-й номер в «Монтеррее» в честь гола, забитого с углового удара в финале Лиги Чемпионов 2014 года на 93-й минуте с «Атлетико», тогда этот гол сравнял счёт в матче. 23 февраля Серхио дебютировал за «Монтеррей» в матче 8-го тура Лиги MX с «Атлетико Сан-Луис», выйдя в стартовый состав. Рамос отыграл 80 минут, а его клуб выиграл со счётом 3:1. Это был его первый выход на поле с мая 2024 года. 2 марта 2025 года Рамос забил свой первый мяч за «Монтеррей» в матче 10-го тура чемпионата Мексики против клуба «Сантос Лагуна» (4:2), отличившись на 57-й минуте игры.

## Карьера в сборной

### Начало международной карьеры и чемпионат мира по футболу 2006 года
В 2004 году Рамос сразу же стал звездой испанской сборной до 19 лет, за которую он сыграл шесть международных матчей. Во время чемпионата Европы 2004 года (до 19 лет) Рамос был ключевой фигурой для сборной Испании, так как он начал играть в четырёх из пяти матчей на пути к победе на своём втором чемпионате Европы, в том числе забил решающий пенальти в полуфинале против сборной Украины.
26 марта 2005 года в товарищеском матче с Китаем (3:0) в Саламанке он впервые вышел на поле за сборную в возрасте всего 18 лет и 361 дня, став самым молодым игроком, игравшим за сборную за последние 55 лет. Он удерживал этот рекорд до 1 марта 2006 года, когда он был побит Сеском Фабрегасом в товарищеском матче против сборной Кот-д’Ивуара. 12 октября 2005 года Рамос забил свои первые два гола на международной арене в гостевом разгроме сборной Сан-Марино со счётом 6:0 в рамках отборочного турнира чемпионата мира по футболу 2006 года. Он был выбран для участия в финальной стадии в Германии и, после ухода из сборной товарища по команде «Реал Мадрид» Мичела Сальгадо, стал бесспорным правым защитником первого выбора. Несмотря на то, что Рамос носит майку с номером 4 за «Реал Мадрид», он признался, что носит номер 15 за сборную Испании в память о своем близком друге и бывшем партнёре по команде «Севилья» Антонио Пуэрте, который умер в августе 2007 года и дебютировал в сборной Испании под номером 15.

### Чемпионат Европы 2008 года
На протяжении всей отборочной кампании Евро-2008 Рамос регулярно выходил в стартовых одиннадцати матчах сборной Испании, которая заняла первое место в своей группе, опередив сборную Швеции. В 11 матчах он забил два гола, в том числе один в гостевой победе над сборной Дании (3:1). В финальных стадиях турнира защитник сыграл во всех матчах, кроме победы над сборной Греции (2:1) на групповом этапе. В финале его пас едва не привёл к первому международному голу Маркоса Сенны, но тот упустил свою возможность с минимальным перевесом. Во время празднования после победы над сборной Германии со счётом 1:0 он надел футболку в честь своего покойного друга Пуэрты.

### Кубок конфедераций 2009 и чемпионат мира 2010 года
Рамос был выбран в состав сборной на Кубок конфедераций 2009 года в Южной Африке, где Испания заняла третье место. 3 июня 2010 года он впервые стал капитаном сборной Испании в товарищеском матче 1:0 против сборной Южной Кореи в Инсбруке.
На чемпионате мира 2010 года, проходившем в той же стране, Рамос отыграл все минуты турнира в качестве правого защитника, помог Испании сохранить пять чистых мячей и выйти в финал, который они выиграли 1:0 у сборной Нидерландов; он возглавил рейтинг Castrol Performance Index турнира, набрав 9,79 балла. Несмотря на игру на позиции правого защитника, он также совершил больше сольных проходов, чем любой другой игрок на турнире — 31.

### Чемпионат Европы 2012 года

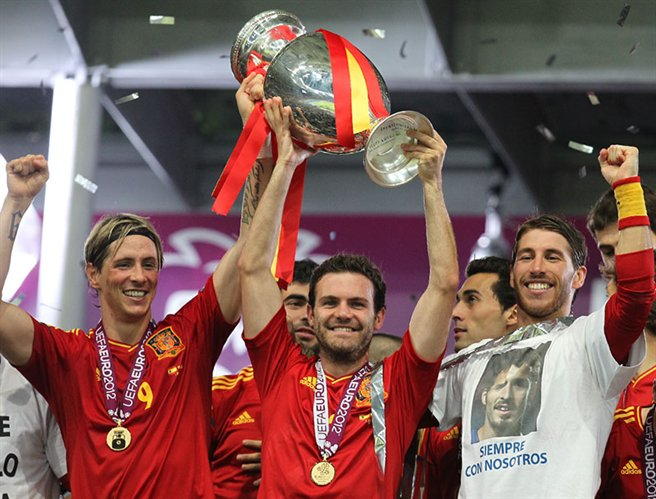
Фернандо Торрес (слева), Хуан Мата и Рамос держат Кубок Анри Делоне после победы на чемпионате Европы

На Евро-2012 Рамос вернулся в центр обороны. Когда его спросили о смене амплуа, он ответил: «Я адаптировался и чувствую себя комфортно в центре, но я чемпион мира и Европы на позиции правого защитника». Он сыграл во всех матчах в Польше и Украине вместе с игроком «Барселоны» Жераром Пике и в полуфинале против сборной Португалии реализовал пенальти, забив в итоге победу со счётом 4:2 (0:0 после 120 минут) в стиле «паненки». 1 июля Рамос завоевал свой третий трофей в составе старшей сборной Испании, разгромив в финале сборную Италию со счётом 4:0. Выступления Рамоса на Евро принесли ему место в символической команде турнира. Во время празднования Евро-2012 Рамос надел другую футболку, чтобы отдать дань памяти своему покойному другу Пуэрте.

### Кубок конфедераций 2013 и чемпионат мира 2014 года
22 марта 2013 года Рамос отметил свой 100-й матч за сборную, открыв счёт в матче против сборной Финляндии (1:1) в Хихоне в рамках отборочного турнира к чемпионату мира 2014 года. Он стал самым молодым европейским игроком, когда-либо достигшим этой цифры, опередив Лукаса Подольски из Германии. В июне Рамос принял участие в Кубке конфедераций 2013 года в Бразилии, начав каждый матч, так как Испания проиграла хозяевам в финале. Он был капитаном команды во втором групповом матче, выигранном у сборной Таити со счётом 10:0 на «Маракане», что стало самой крупной победой в его карьере. 30 июня он промахнулся с пенальти в финале Кубка конфедераций, проигранном сборной Бразилии со счётом 3:0.
Рамос был выбран на свой третий чемпионат мира в 2014 году. Он сыграл все 90 минут в каждом из матчей команды в Бразилии, каждый раз с разными партнёрами в центральной защите, поскольку действующие чемпионы были исключены из группового этапа.

### Евро-2016 и чемпионат мира 2018 года

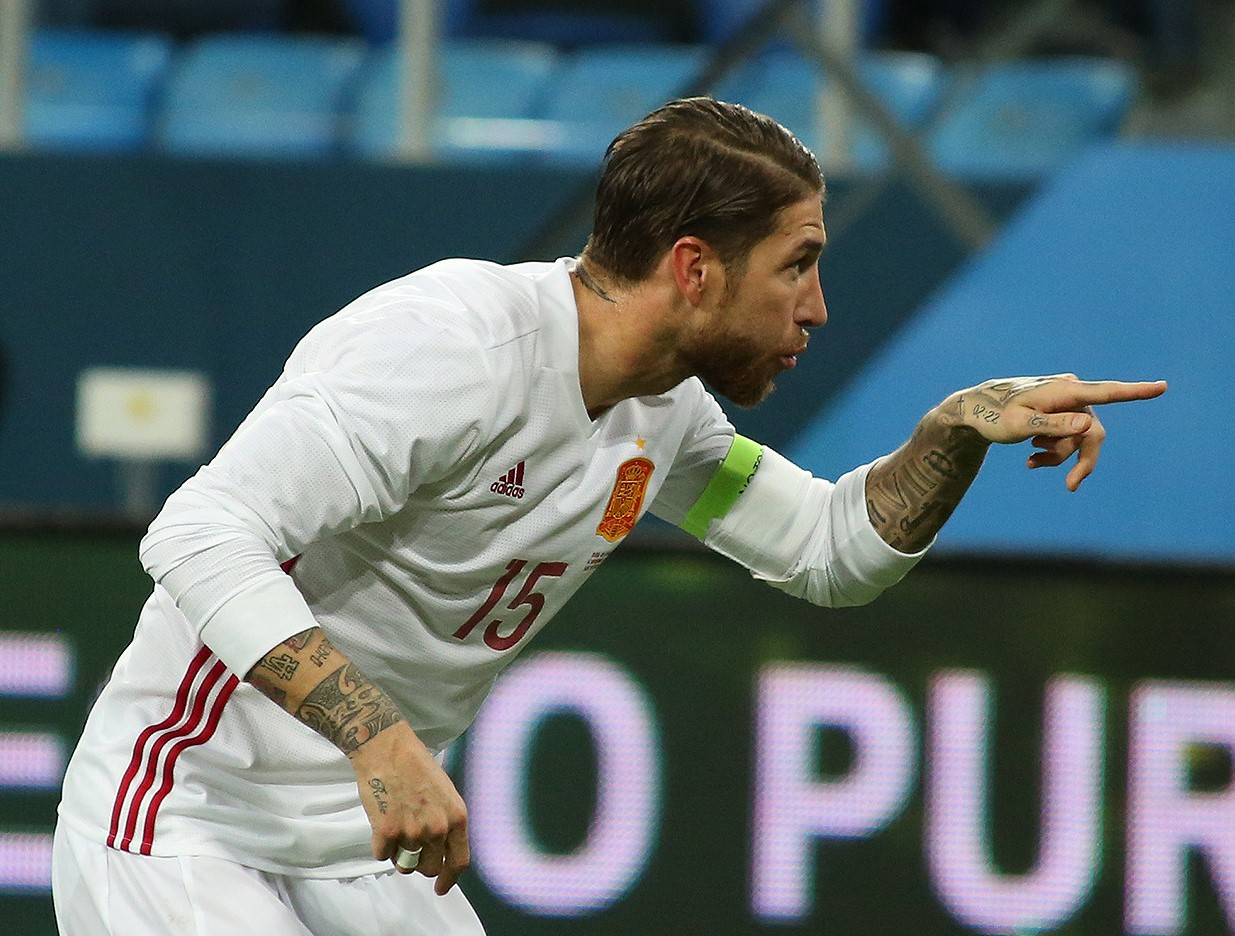
Рамос празднует забитый гол в ворота сборной России в товарищеском матче в Санкт-Петербурге.

В феврале 2016 года Рамос получил награду Луиса Арагонеса от Marca, которая отметила его как лучшего игрока национальной команды за прошедший год. После того, как Давид де Хеа был выбран вместо Икера Касильяса в стартовый состав сборной Испании, Рамос стал капитаном команды на Евро-2016. 21 июня 2016 года он реализовал пенальти, отбитый Даниелем Субашичем в матче с сборной Хорватией (2:1). Испания заняла второе место в своей группе на Евро и выбыла в 1/8 финала против сборной Италии.
23 марта 2018 года, за несколько дней до того, как ему исполнилось 32 года, Рамос сыграл свой 150-й матч за сборную Испании в товарищеском матче с Германией в Дюссельдорфе (1:1). Только Икер Касильяс ранее достиг этой отметки за команду.
Рамос был включён в состав сборной Испании на чемпионат мира 2018 года и отправился на свой четвёртый турнир и первый чемпионат мира в качестве капитана после пропуска Икера Касильяса. Он сыграл во всех трех матчах Испании на групповом этапе, так как они заняли первое место в «группе смерти», опередив чемпионов Европы Португалию. В матче 1/8 финала против сборной России Рамос считал, что он забил первый гол, но позже этот гол был засчитан как автогол Сергея Игнашевича. Матч закончился со счётом 1:1 после дополнительного времени и был решен по пенальти (4:3), когда хозяева выбили «красная фурию». Рамос забил четвёртый пенальти Испании, но этого оказалось недостаточно, так как партнеры по команде Коке и Яго Аспас не смогли обыграть вратаря.

### Лига наций и квалификация Евро-2020

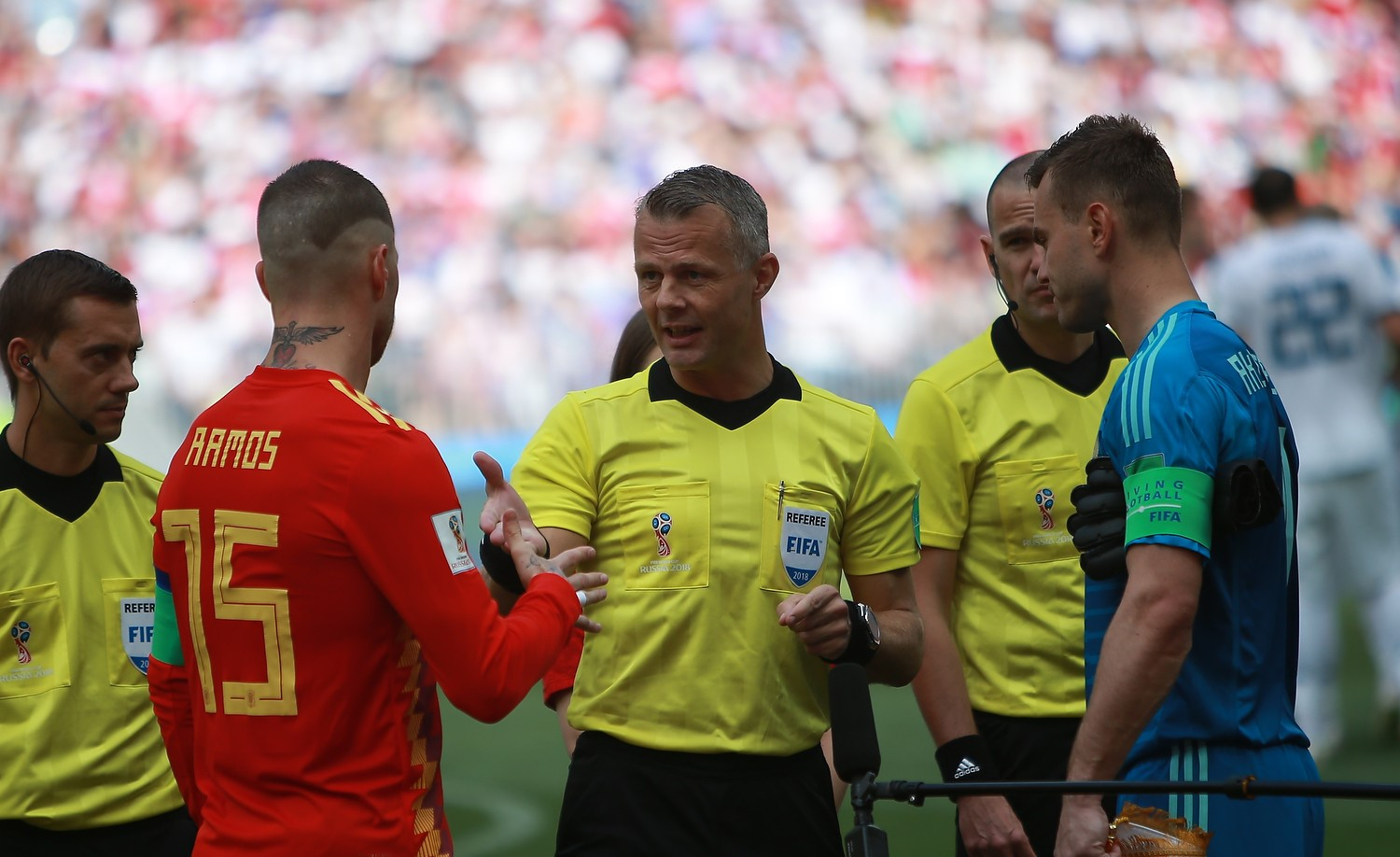
Рамос с капитаном сборной России Игорем Акинфеевым (справа) и арбитром Бьорном Кёйперсом перед началом матча 1/8 финала чемпионата мира 2018 года на стадионе «Лужники» в Москве

При новом тренере Луисе Энрике Рамос сохранил капитанство в сборной. Он сыграл во всех четырёх матчах группового турнира Лиги наций УЕФА 2018/19, став лучшим бомбардиром сборной в группе с тремя голами — один против сборной Англии и два против сборной Хорватии. Испания заняла второе место в своей группе Лиги наций, из-за чего не попала в финал Лиги наций 2019 года. В марте 2019 года Рамос забил победный мяч в первом матче отборочного турнира Евро-2020 против сборной Норвегии с пенальти «паненкой», выиграв 2:1. Это был его десятый пенальти в сезоне, и он забил их все. Он также забил за сборную Испании в пятом матче подряд, что является его личным рекордом. После матча тренер сборной Испании Энрике назвал Рамоса «уникальным игроком в истории».
Во втором матче квалификации Евро-2020, в гостях у сборной Мальты, Рамос впервые за шесть матчей за сборную Испании не забил, не сумев продлить свою голевую серию. Однако матч закончился со счётом 2:0 в пользу Испании, что стало его 121-й победой в составе «красной фурии», сравнявшись с абсолютным рекордом Икера Касильяса. 7 июня 2019 года Рамос побил рекорд по количеству побед на международных соревнованиях — 122, победив сборную Фарерских островов со счётом 4:1, забив при этом первый гол Испании. Три дня спустя, перед матчем со сборной Швецией, Рамос получил от Федерации футбола Испании памятную доску в честь своего рекорда. Матч закончился со счётом 3:0 в пользу сборной Испании, где он забил первый гол и довёл свой рекорд до 123 международных побед.
5 сентября 2019 года Рамос забил с пенальти свой 21-й международный гол, открыв счёт в гостевой победе Испании над сборной Румынии со счётом 2:1 в отборочном матче Евро-2020, что позволило ему стать 10-м лучшим бомбардиром в истории национальной команды, наряду с Мичелом. 8 сентября Рамос одержал свою 167-ю победу за сборную Испании в домашнем матче с Фарерскими островами (4:0) в рамках отборочного турнира Евро-2020; этим появлением он сравнялся с Икером Касильясом, став самым титулованным игроком Испании всех времен. 12 октября 2019 года он стал единственным самым титулованным игроком страны.

### 2020—2023
6 сентября 2020 года Рамос забил два мяча в матче со сборной Украины (4:0) в Лиге наций 2020/21, достигнув 23 голов и сравнявшись с Альфредо Ди Стефано в качестве восьмого по количеству голов за всю историю Испании. 14 ноября 2020 года в матче со сборной Швейцарией (1:1) сыграл свой 177-й матч за Испанию и превзошёл рекорд Джанлуиджи Буффона по количеству международных матчей, сыгранных европейским игроком.
24 мая 2021 года Рамос был исключён из состава сборной на Евро-2020 после сезона, связанного с травмами. Его исключение стало первым крупным турниром с Евро-2004, на котором он не был вызван в сборную, что положило конец его участию в десяти турнирах подряд.
В ноябре 2022 года Рамос не попал в заявку сборной на чемпионат мира 2022 из-за решения главного тренера национальной команды Луиса Энрике.
23 февраля 2023 года Серхио Рамос завершил карьеру в сборной Испании. 36-летний защитник принял такое решение после звонка нового главного тренера национальной команды Луиса де ла Фуэнте.

## Характеристика игрока

### Стиль игры
Рамос считается одним из лучших защитников мира и своего поколения. Это физически сильный игрок, который превосходит всех в воздухе благодаря своему росту, видению поля и точности удара, что делает его голевой угрозой на матчах; он также компетентный и агрессивный нападающий. В дополнение к своим оборонительным навыкам и способности забивать голы, он одарён темпом, и комфортно чувствует себя на поле, обладая хорошими техническими способностями, а также хорошим распределением, пасом и переходом, что позволяет ему продвигать мяч вперёд, переключать игру длинными мячами или играть сзади на земле. Согласно испанской спортивной газете Marca, официальные записи ФИФА подтвердили, что в 2015 году Рамос показал скорость 30,6 километра в час, что делает его одним из самых быстрых футболистов в мире на тот момент. Он также является точным исполнителем пенальти и известен тем, что часто использует технику «паненки» при их исполнении. Он также известен как исполнитель штрафных ударов, благодаря своей способности закручивать мяч и мощному удару с дистанции.

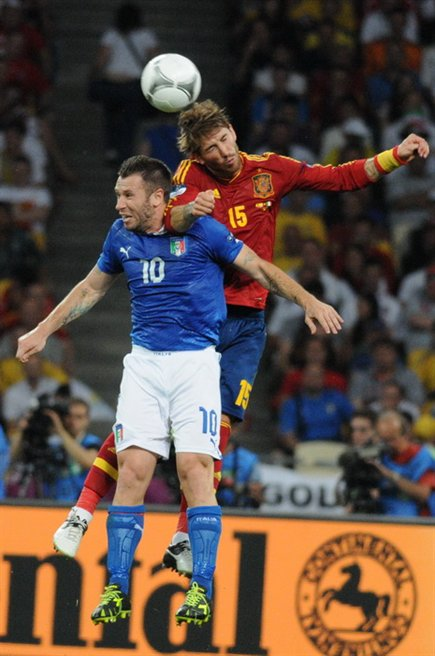
Серхио Рамос сталкивается с Антонио Кассано в финале Евро-2012

Рамос заслужил похвалу за лидерство, атлетизм, техническое мастерство, способность отлично действовать как в атаке, так и в обороне, а также за универсальность, которая позволяет ему играть как центрального, так и крайнего защитника; в молодости он часто играл как правый защитник, а по ходу карьеры зарекомендовал себя как центральный защитник. Благодаря широкому спектру навыков, его бывший тренер «Реал Мадрид» Карло Анчелотти сравнивал его с легендарным защитником Паоло Мальдини; в 2014 году он назвал его «лучшим защитником в мире на данный момент», это мнение повторил Джорджо Кьеллини в 2020 году. Рамос также иногда использовался в качестве центрального или оборонительного полузащитника, в частности, при Анчелотти в сезоне 2014/15. Рамоса хвалили за его решительные выступления в важных матчах, особенно за мадридский «Реал», благодаря его склонности забивать решающие голы для своей команды, и некоторые эксперты считают его одним из самых надежных исполнителей в ситуациях высокого давления. Однако, несмотря на его способности как защитника, его тактическое чувство, последовательность и концентрация от матча к матчу иногда подвергались сомнению со стороны экспертов и других футбольных деятелей, которые обвиняли его в том, что он слишком импульсивен в своих действиях или склонен к случайным ошибкам в обороне в течение сезона.
Рамос также часто критикуется в СМИ за чрезмерное, безрассудное применение силы во время игры, а также за отсутствие дисциплины и склонность к получению чрезмерного количества ненужных карточек; его также обвиняли в нырянии.

### Дисциплинарная история
Рамос является обладателем множества дисциплинарных рекордов за мадридский «Реал», в Лиге чемпионов, чемпионате, Эль-Класико и в сборной Испании.
Рамос является рекордсменом по количеству карточек в Ла Лиге — 191 карточка. Его 171 жёлтая карточка превосходит Альберто Лопо, бывшего рекордсмена Ла Лиги по количеству жёлтых карточек. Остальные 20 карточек — красные, что делает Рамоса самым удаляемым игроком в чемпионате Испании. Его рекорд по количеству карточек в Ла Лиге выше, чем у любого другого игрока в основных европейских лигах, что делает его самым удаляемым игроком во всех основных европейских высших дивизионах.
В Лиге чемпионов Рамос получил 40 жёлтых карточек и 4 красные (3 из которых были прямыми красными), что делает его самым удаляемым игроком и самым удаляемым игроком в истории Лиги чемпионов. Наконец, Рамосу также принадлежит рекорд по количеству карточек в истории сборной Испании — 24 жёлтые карточки.

## Личная жизнь
Серхио Рамос встречался с репортером Telecinco Ларой Альварес, расстались 7 июля, о разрыве Рамос сообщил по телефону, а после признался ей в любви. С сентября 2012 года начал отношения со своей давней подругой, испанской телеведущей Пилар Рубио. У них четверо сыновей: Серхио-младший (родился 6 мая 2014 года), Марко (родился 27 ноября 2015 года), Алехандро (родился 25 марта 2018 года) и Максимо Адриано (родился 26 июля 2020 года). 16 июля 2018 года Рамос сделал предложение Пилар Рубио. 15 июня 2019 года пара официально скрепила свои отношения в Севилье, родном городе Рамоса.
Рамоса называют «семейным человеком», он поддерживает тесные отношения со своими братьями, сестрами и родителями. Рене, брат Рамоса, в настоящее время является его футбольным агентом. Рамос является поклонником корриды, а также страстным поклонником лошадей и владеет конезаводом в своей родной Андалусии, специально предназначенным для разведения андалузских лошадей. Лошадь Рамоса «Yucatán SR4» стала чемпионом мира в 2018 году.

### Татуировки
У Рамоса более 42 татуировок, в том числе Иисус и Мария, Звезда Давида в честь его бабушки Нены, которая подарила кулон такого же дизайна его матери; кроме того, у него есть татуировки льва, волка, ловца снов, карты Испании, вождя коренных американцев, хамсы, трофеев Кубка мира и Лиги чемпионов, членов его семьи и множество других.

### Документальные фильмы
В январе 2019 года Amazon Prime и сам игрок объявили, что выпустят восьмисерийный документальный сериал о жизни Рамоса на поле и вне его под названием «Сердце Серхио Рамоса» (исп. El Corazón de Sergio Ramos). Это будет первый случай, когда публика увидит личную сторону Рамоса и его семьи. 5 марта, во время матча второго тура Лиги чемпионов «Реал Мадрид», Рамос был удалён и наблюдал за матчем из своей VIP-зоны на трибунах. Его реакцию снимала съемочная группа Amazon Prime. Это вызвало споры, поскольку «Реал Мадрид» проиграл матч и выбыл из турнира, хотя Рамос в своих социальных сетях предположил, что «были взяты определённые обязательства, и мне даже в голову не приходило, что игра могла сложиться так, как сложилась».
Благодаря успеху первого документального сериала, снятого совместно с Amazon, в июне 2020 года Рамос объявил через свои социальные сети, что Amazon Prime выпустит ещё один документальный фильм под названием «Легенда о Серхио Рамосе» (исп. La Leyenda Sergio Ramos), в котором будут освещены наиболее яркие моменты его карьеры. Он был выпущен в Испании в апреле 2021 года, а в июне выйдет во всем мире и будет состоять из шести эпизодов.

## Достижения

### Командные
«Реал Мадрид»
- Чемпион Испании (5): 2006/07, 2007/08, 2011/12, 2016/17, 2019/20
- Обладатель Кубка Испании (2): 2010/11, 2013/14
- Обладатель Суперкубка Испании (4): 2008, 2012, 2017, 2019/20
- Победитель Лиги чемпионов УЕФА (4): 2013/14, 2015/16, 2016/17, 2017/18
- Обладатель Суперкубка УЕФА (3): 2014, 2016, 2017
- Победитель Клубного чемпионата мира (4): 2014, 2016, 2017, 2018

«Пари Сен-Жермен»
- Чемпион Франции (2): 2021/22, 2022/23
- Обладатель Суперкубка Франции: 2022

Сборная Испании
- Чемпион юношеского чемпионата Европы (до 19 лет): 2004
- Чемпион мира: 2010
- Чемпион Европы (2): 2008, 2012
- Серебряный призёр Кубка конфедераций: 2013

### Личные
- Лучший молодой игрок сезона по версии Don Balón: 2004/05
- Входит в состав команды года по версии УЕФА (9): 2008, 2012, 2013, 2014, 2015, 2016, 2018, 2019, 2020
- Включён в «команду года» по версии FIFPro (11): 2008, 2011, 2012, 2013, 2014, 2015, 2016, 2017, 2018, 2019, 2020
- Лучший защитник Ла Лиги (4): 2012, 2013, 2014, 2015
- Лучший защитник по версии УЕФА (2): 2017, 2018
- Лучший игрок клубного чемпионата мира: 2014
- Член символической сборной чемпионата мира: 2010
- Член символической сборной чемпионата Европы: 2012
- Входит в состав символической сборной Кубка конфедераций 2013 года по версии ФИФА[278]
- Входит в состав символической сборной Лиги чемпионов УЕФА (4): 2013/14[279], 2015/16[280], 2016/17[281], 2017/18
- Входит в символическую сборную года по версии European Sports Media (4): 2007/08, 2011/12, 2014/15, 2016/17
- Входит в состав символической «команды года» по версии L'Equipe: 2020[282]
- Лучший защитник в истории футбола по мнению читателей журнала France Football[283]
- Лучший защитник в истории футбола по версии Globe Soccer Awards[284]

## Статистика выступлений

### Клубная
| Клуб             | Сезон              | Лига | Лига | Кубок | Кубок | Еврокубки | Еврокубки | Другие | Другие | Итого | Итого |
| Клуб             | Сезон              | Игры | Голы | Игры  | Голы  | Игры      | Голы      | Игры   | Голы   | Игры  | Голы  |
| ---------------- | ------------------ | ---- | ---- | ----- | ----- | --------- | --------- | ------ | ------ | ----- | ----- |
| Севилья B        | 2002/03            | 1    | 0    | —     | —     | —         | —         | —      | —      | 1     | 0     |
| Севилья B        | 2003/04            | 25   | 2    | —     | —     | —         | —         | 5      | 0      | 30    | 2     |
| Севилья B        | Итого              | 26   | 2    | 0     | 0     | 0         | 0         | 5      | 0      | 31    | 2     |
| Севилья          | 2003/04            | 7    | 0    | 0     | 0     | 0         | 0         | —      | —      | 7     | 0     |
| Севилья          | 2004/05            | 31   | 2    | 5     | 0     | 6         | 1         | —      | —      | 42    | 3     |
| Севилья          | 2005/06            | 1    | 0    | —     | —     | —         | —         | —      | —      | 1     | 0     |
| Севилья          | Итого              | 39   | 2    | 5     | 0     | 6         | 1         | 0      | 0      | 50    | 3     |
| Реал Мадрид      | 2005/06            | 33   | 4    | 6     | 1     | 7         | 1         | —      | —      | 46    | 6     |
| Реал Мадрид      | 2006/07            | 33   | 5    | 3     | 0     | 6         | 1         | —      | —      | 42    | 6     |
| Реал Мадрид      | 2007/08            | 33   | 5    | 3     | 0     | 7         | 0         | 2      | 1      | 45    | 6     |
| Реал Мадрид      | 2008/09            | 32   | 4    | 0     | 0     | 8         | 1         | 2      | 1      | 42    | 6     |
| Реал Мадрид      | 2009/10            | 33   | 4    | 0     | 0     | 7         | 0         | —      | —      | 40    | 4     |
| Реал Мадрид      | 2010/11            | 31   | 3    | 7     | 1     | 8         | 0         | —      | —      | 46    | 4     |
| Реал Мадрид      | 2011/12            | 34   | 3    | 4     | 0     | 11        | 1         | 2      | 0      | 51    | 4     |
| Реал Мадрид      | 2012/13            | 26   | 4    | 3     | 0     | 9         | 1         | 2      | 0      | 40    | 5     |
| Реал Мадрид      | 2013/14            | 32   | 4    | 8     | 0     | 11        | 3         | —      | —      | 51    | 7     |
| Реал Мадрид      | 2014/15            | 27   | 4    | 2     | 1     | 8         | 0         | 5      | 2      | 42    | 7     |
| Реал Мадрид      | 2015/16            | 23   | 2    | 0     | 0     | 10        | 1         | —      | —      | 33    | 3     |
| Реал Мадрид      | 2016/17            | 28   | 7    | 3     | 1     | 11        | 1         | 2      | 1      | 44    | 10    |
| Реал Мадрид      | 2017/18            | 26   | 4    | 1     | 0     | 11        | 1         | 4      | 0      | 42    | 5     |
| Реал Мадрид      | 2018/19            | 28   | 6    | 6     | 3     | 5         | 0         | 3      | 2      | 42    | 11    |
| Реал Мадрид      | 2019/20            | 35   | 11   | 2     | 0     | 5         | 2         | 2      | 0      | 44    | 13    |
| Реал Мадрид      | 2020/21            | 15   | 2    | 0     | 0     | 5         | 2         | 1      | 0      | 21    | 4     |
| Реал Мадрид      | Итого              | 469  | 72   | 48    | 7     | 129       | 15        | 25     | 7      | 671   | 101   |
| Пари Сен-Жермен  | 2021/22            | 12   | 2    | 1     | 0     | 0         | 0         | —      | —      | 13    | 2     |
| Пари Сен-Жермен  | 2022/23            | 33   | 2    | 3     | 1     | 8         | 0         | 1      | 1      | 45    | 4     |
| Пари Сен-Жермен  | Итого              | 45   | 4    | 4     | 1     | 8         | 0         | 1      | 1      | 58    | 6     |
| Севилья          | 2023/24            | 28   | 3    | 4     | 2     | 5         | 2         | —      | —      | 37    | 7     |
| Севилья          | Итого              | 28   | 3    | 4     | 2     | 5         | 2         | 0      | 0      | 37    | 7     |
| Севилья          | Всего за «Севилью» | 67   | 5    | 9     | 2     | 11        | 3         | 0      | 0      | 87    | 10    |
| Всего за карьеру | Всего за карьеру   | 607  | 83   | 61    | 10    | 148       | 18        | 31     | 8      | 847   | 119   |

1. ↑  В графе «Другие» указаны матчи плей-офф за выход в Сегунду, за суперкубки Испании и УЕФА, а также клубного чемпионата мира.

### Статистика за сборную
| Команда | Год   | Игры | Голы |
| ------- | ----- | ---- | ---- |
| Испания | 2005  | 7    | 2    |
| Испания | 2006  | 13   | 0    |
| Испания | 2007  | 10   | 2    |
| Испания | 2008  | 15   | 0    |
| Испания | 2009  | 11   | 0    |
| Испания | 2010  | 16   | 1    |
| Испания | 2011  | 10   | 1    |
| Испания | 2012  | 16   | 2    |
| Испания | 2013  | 17   | 1    |
| Испания | 2014  | 9    | 1    |
| Испания | 2015  | 6    | 0    |
| Испания | 2016  | 10   | 0    |
| Испания | 2017  | 9    | 3    |
| Испания | 2018  | 12   | 4    |
| Испания | 2019  | 9    | 4    |
| Испания | 2020  | 8    | 2    |
| Испания | 2021  | 2    | 0    |
| Итого   | Итого | 180  | 23   |

### Комментарии
1. ↑  
  - Hayward, Ben. Is Sergio Ramos the best big-game player in the world? Goal (7 марта 2017). Дата обращения: 4 февраля 2018.
  - McIlroy, Thomas. Sergio Ramos: The Best Big Game Player in the World. Football Whispers (15 марта 2017). Дата обращения: 4 февраля 2018.
  - Okwonga, Musa. Sergio Ramos: Born inside the big game. Tifo Football (7 июня 2017). Дата обращения: 4 февраля 2018.
  - McTear, Euan. SERGIO RAMOS: THE LEGENDARY DEFENDER WHO'LL BE REMEMBERED FOR EVERYTHING BUT. These Football Times (25 сентября 2017). Дата обращения: 4 февраля 2018.
  - Hunter, Graham. Sergio Ramos is Real Madrid's ultimate big-game player in Europe. ESPN (24 мая 2018). Дата обращения: 27 мая 2018.